# Мејзон (Илиноис)
Мејзон (енгл. Mazon) град је у америчкој савезној држави Илиноис.

## Демографија
По попису из 2010. године број становника је 1.015, што је 111 (12,3%) становника више него 2000. године.
| Група             | 2000.       | 2010.       |
| Белци             | 858 (94,9%) | 946 (93,2%) |
| Афроамериканци    | 3 (0,3%)    | 9 (0,9%)    |
| Азијати           | 1 (0,1%)    | 1 (0,1%)    |
| Хиспаноамериканци | 26 (2,9%)   | 51 (5,0%)   |
| Укупно            | 904         | 1.015       |